# Cyliosoma penrithensis
Cyliosoma penrithensis är en mångfotingart som beskrevs av Henri W. Brölemann 1913. Cyliosoma penrithensis ingår i släktet Cyliosoma och familjen Sphaerotheriidae. Inga underarter finns listade i Catalogue of Life.